# Josef Doblhofer
Josef Doblhofer (1. dubna 1846 Weilbach – 17. dubna 1917 Sankt Georgen bei Obernberg am Inn) byl rakouský politik německé národnosti z Horních Rakous, na přelomu 19. a 20. století poslanec Říšské rady.

## Biografie
Působil jako zemědělec ve Weilbachu. Byl členem Všeobecného spolku zemědělských družstev. Angažoval se politicky. Od roku 1894 do roku 1897 a znovu v letech 1900–1906 působil coby starosta Weilbachu. Od roku 1897 byl poslancem Hornorakouského zemského sněmu za kurii venkovských obcí, obvod Ried. Mandát zde obhájil v roce 1902 a 1908 a zemským poslancem byl do roku 1910. Zastupoval katolické konzervativce. V letech 1897–1914 byl i náhradníkem zemského výboru.
Byl i poslancem Říšské rady (celostátního parlamentu Předlitavska), kam usedl ve volbách roku 1897 za kurii venkovských obcí v Horních Rakousích, obvod Ried, Braunau atd. Mandát zde obhájil i ve volbách roku 1901. Uspěl i ve volbách roku 1907, konaných poprvé podle všeobecného a rovného volebního práva. Byl zvolen za okrsek. Horní Rakousy 09. Ve volebním období 1897–1901 se uvádí jako Josef Doblhofer, majitel hospodářství a zemský poslanec, bytem Weilbach.
Ve volbách roku 1897 kandidoval do Říšské rady za Katolickou lidovou stranu. Ve volbách roku 1901 je uváděn jako konzervativec. Vstoupil pak do parlamentního Klubu středu, který tvořila zejména Katolická lidová strana. Po volbách roku 1907 zasedal v poslaneckém klubu Křesťansko-sociální sjednocení.